# Сажи (Валь-д’Уаз)
Сажи (фр. Sagy) — муниципалитет во Франции, в регионе Иль-де-Франс, департамент Валь-д'Уаз. Население — 1 127 человек (1999).
Муниципалитет расположен на расстоянии около 37 км северо-западнее Парижа, 9 км западнее Сержи.

## Демография
Динамика населения (Cassini и INSEE):